# ثورزبی (آلاباما)
ثورزبی (به انگلیسی: Thorsby) شهرکی در شهرستان چیلتون ایالت آلاباما است که مساحت آن ۱۳٫۳۱ کیلومترمربع است و در سرشماری سال ۲۰۱۰ میلادی، ۱٬۹۸۰ نفر جمعیت داشته و تراکم جمعیتی آن، ۱۴۸٫۷۶ نفر در کیلومترمربع بوده است.